# Titi la terreur
Pour plus de détails, voir Fiche technique et Distribution.
Titi la terreur (Birdy and the Beast) est un dessin animé de la série Merrie Melodies réalisé par Bob Clampett et sorti en 1944. Il met en scène Titi le canari et un chat noir et blanc (dont la tête ne ressemble pas à celle de Sylvestre le chat).

## Fiche technique
Sauf indication contraire, les informations mentionnées dans cette section peuvent être confirmées par la base de données cinématographiques IMDb,  présente dans la section « Liens externes ».
- Titre original : Birdy and the Beast
- Titre français : Titi la terreur
- Série : Titi et Grosminet
- Réalisateur : Bob Clampett
- Scénario : Warren Foster
- Montage (son) : Treg Brown
- Musique : Carl W. Stalling, Milt Franklyn
- Société de production : Warner Bros.
- Date de sortie : 19 août 1944
- Durée : 7 minutes
- Langue : (en)
- Pays :  États-Unis

## Distribution
- Mel Blanc : Titi
- Bob Clampett : le chat, divers